# Aeroportul Lawas
Aeroportul Lawas (IATA: LWY, ICAO: WBGW) este un aeroport din Lawas⁠(d), Sarawak, Malaysia ce deservește zona Lawas⁠(d). A fost numit după zona deservită.
Situat la o altitudine de 2 m, aeroportul dispune de o singură pistă. Este operat de Malaysia Airports⁠(d).